# (336756) 2010 NV1
(336756) 2010 NV1, também escrito como (336756) 2010 NV1, é um objeto que é classificado com um cubewano. Ele foi descoberto no dia 1 de junho de 2010 pelo Wide-field Infrared Survey Explorer, um telescópio espacial infravermelho em órbita ao redor da Terra. O mesmo possui uma magnitude absoluta (H) de 10,5 e, tem um diâmetro com cerca de 44 km.

## Órbita
A órbita de (336756) 2010 NV1 tem uma excentricidade de 0.970, e possui um semieixo maior de 319.031 UA.